# Angolo di His
L'angolo di His è l'angolo acuto che in condizione fisiologica si forma tra esofago addominale e fondo dello stomaco. Esso consente di contrastare il reflusso gastroesofageo, insieme all'azione dello sfintere esofageo inferiore del cardias, alla fusione delle fibre muscolari gastriche circolari, medie ed oblique interne (collare di Helvetius) e al rilievo della mucosa tra fondo dello stomaco ed esofago (valvola di Von Gubaroff).
L'angolo di His è poco sviluppato nell'infanzia, dove l'esofago forma una giunzione verticale con lo stomaco e, di conseguenza, può causare più facilmente il reflusso.
Il pilastro destro del diaframma (o laccio di Allison) è la componente ligamentosa che accentua tale angolo durante il respiro trascinando l'esofago più in alto durante l'espirazione, quindi riducendo l'angolo, o più in basso durante l'inspirazione, quindi aumentandolo.